# Lepithrix kulzeri
Lepithrix kulzeri är en skalbaggsart som beskrevs av Schein 1959. Lepithrix kulzeri ingår i släktet Lepithrix och familjen Melolonthidae. Inga underarter finns listade i Catalogue of Life.